# Kasteel Predjama

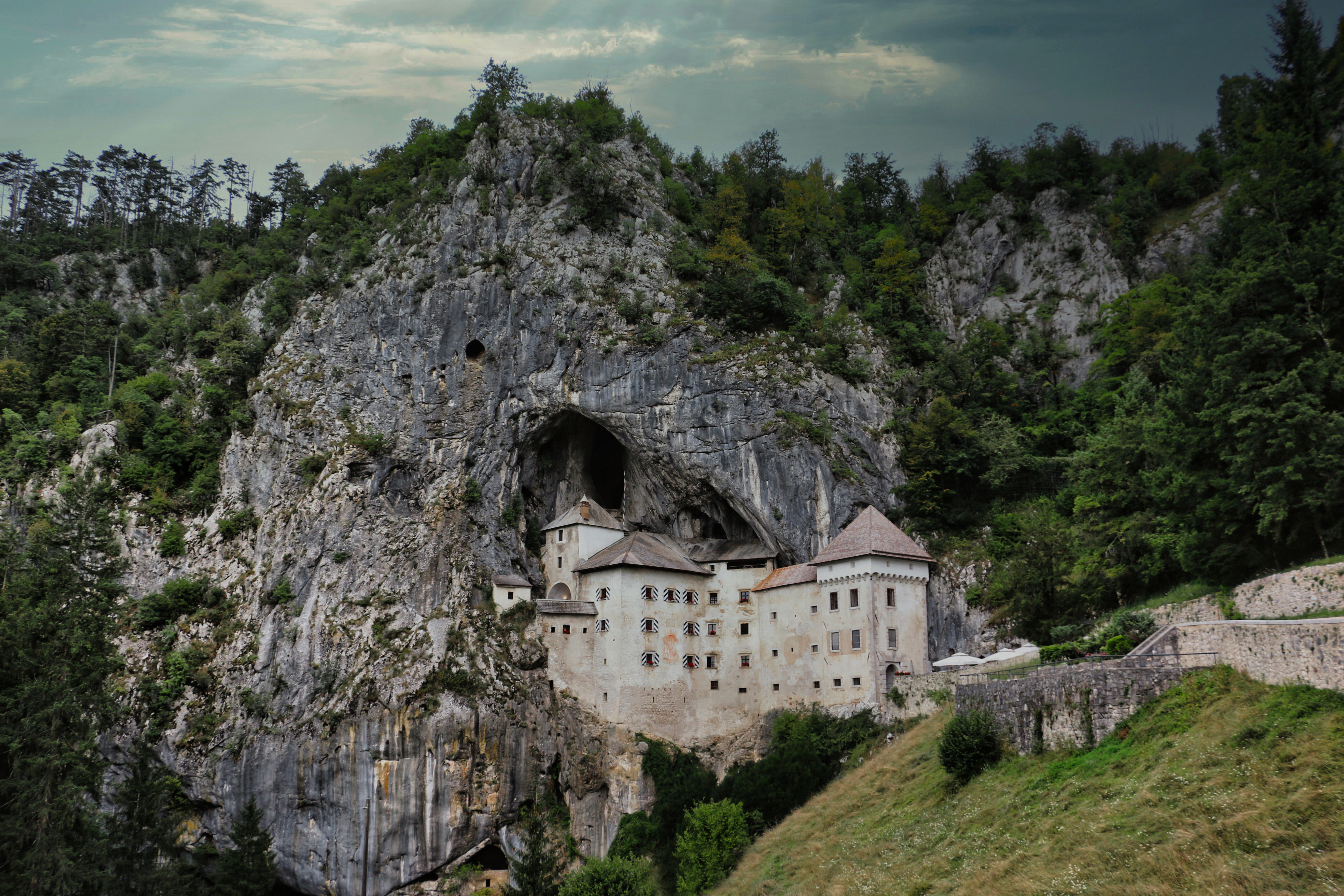
De Predjamaburcht

Kasteel Predjama (Grad Predjama) is een grotburcht, vlak bij het gelijknamige dorp op negen kilometer van de Sloveense plaats Postojna.

## Geschiedenis van het kasteel
De burcht werd in de 12e eeuw gebouwd in de ingang van een grot op 123 meter hoogte in een bergwand. De grot zelf werd waarschijnlijk al ten tijde van het Paleolithicum bewoond.
De laatste particuliere bezitter van de burcht was de familie Windisch-Graetz. Zij kregen het in 1846 in handen. Na de Tweede Wereldoorlog werd het kasteel genationaliseerd en werd het een museum.
Het kasteel diende in 1986 als decor in de film Armour of God met in de hoofdrol Jackie Chan.

## Fotogalerij

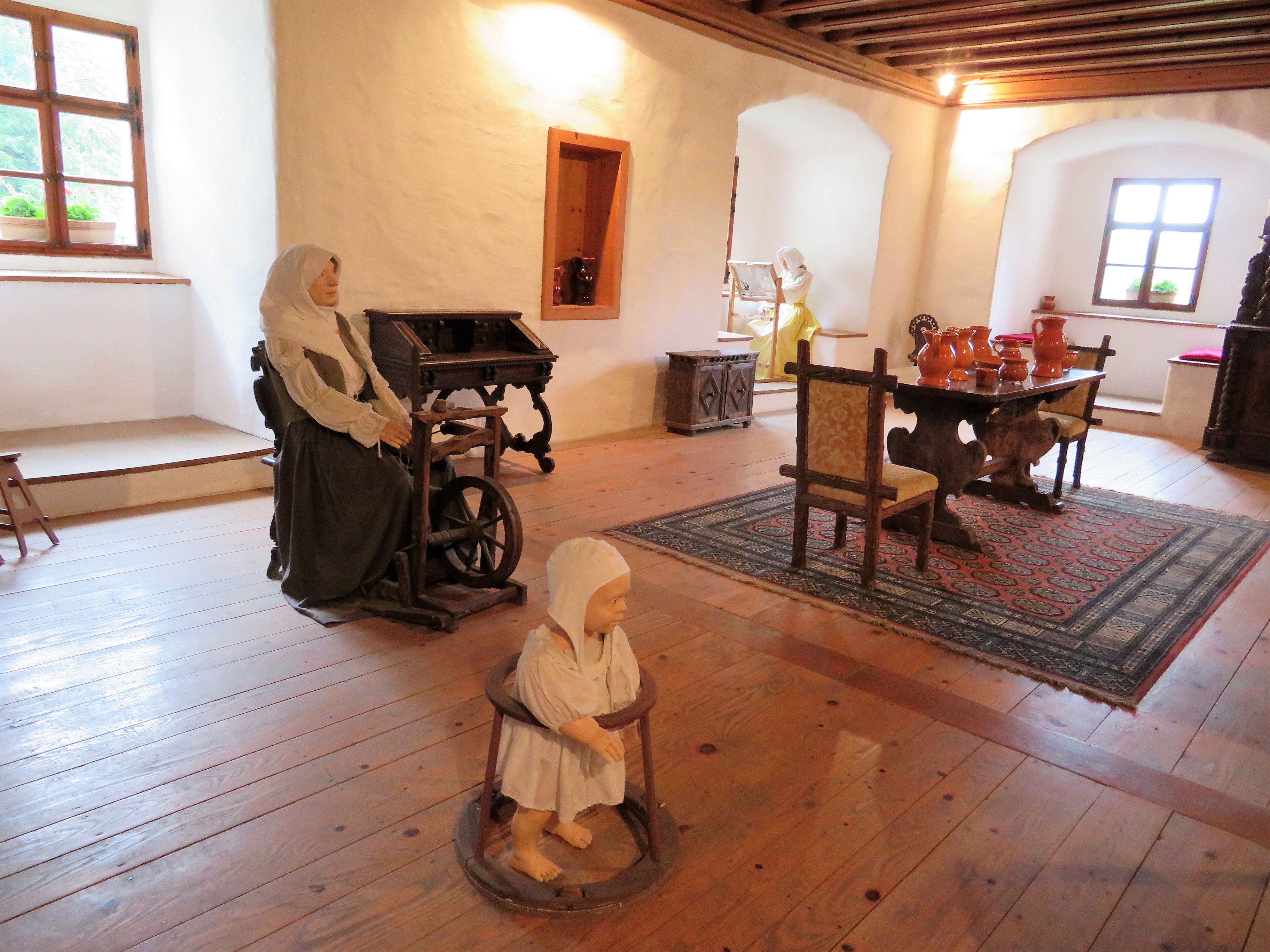
Huiskamer in het kasteel
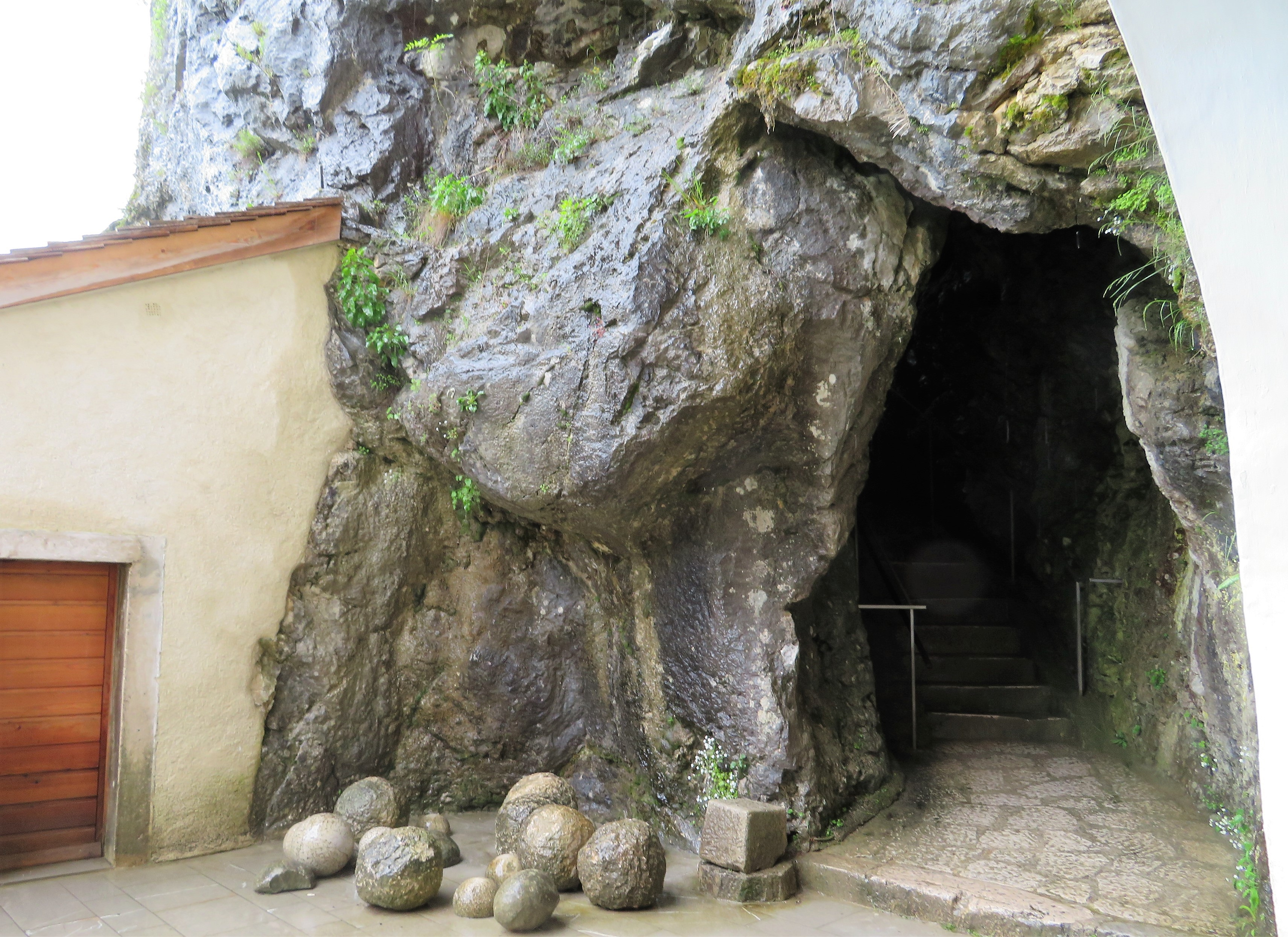
Kanonskogels
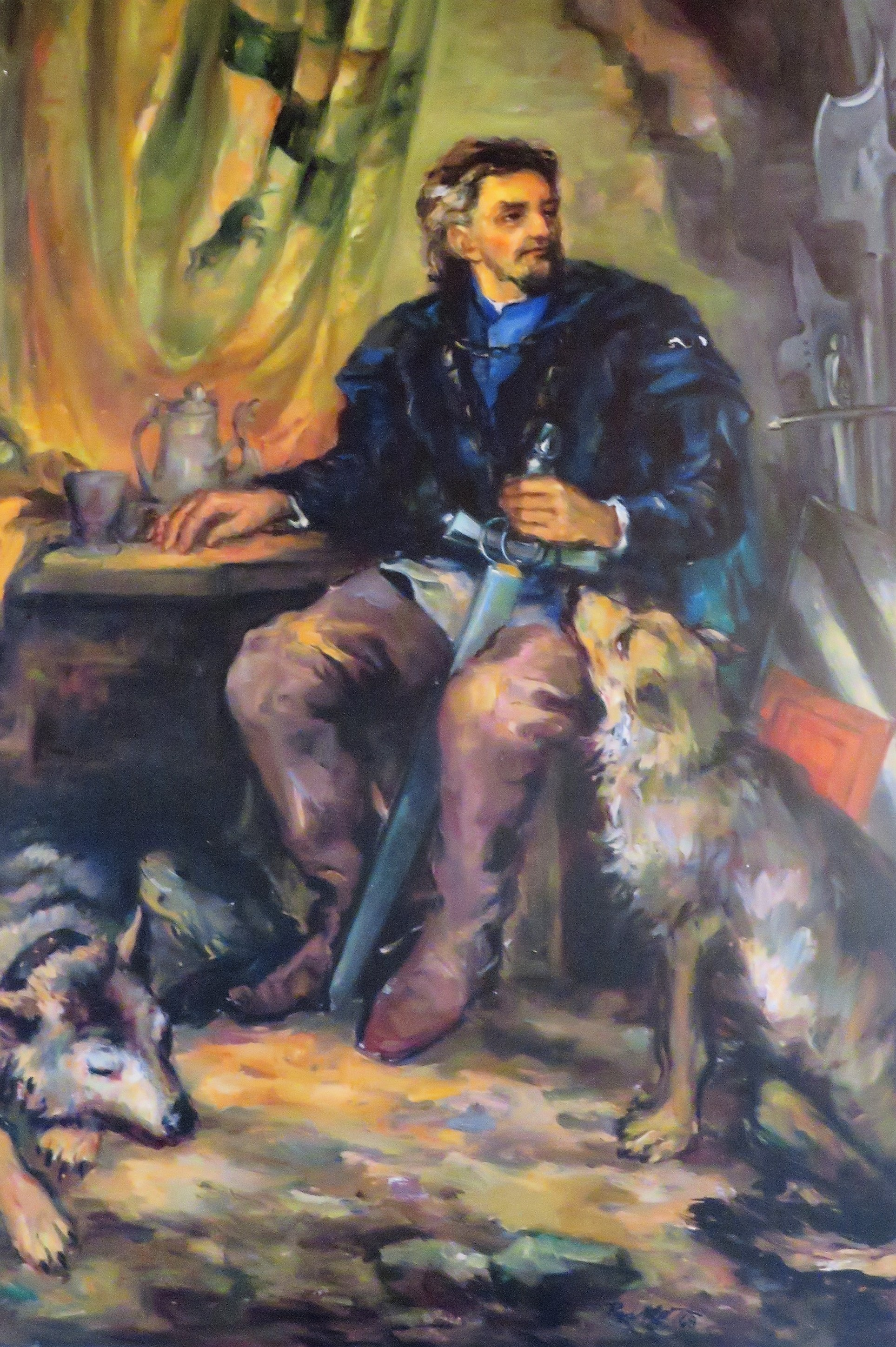
Erasmus van Predjama